# Vespertilio murinus
Vespertilio murinus là một loài động vật có vú trong họ Dơi muỗi, bộ Dơi. Loài này được Linnaeus mô tả năm 1758.

## Hình ảnh

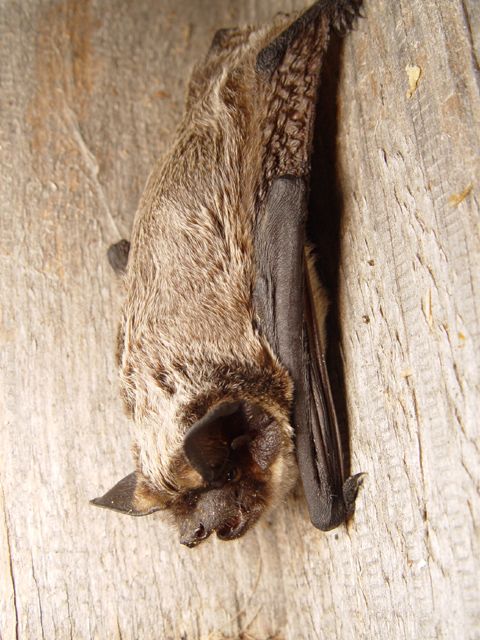
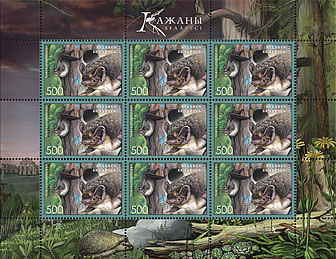
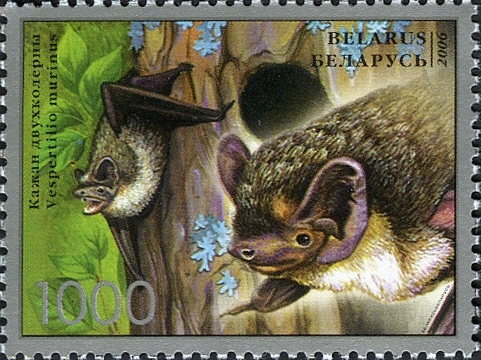
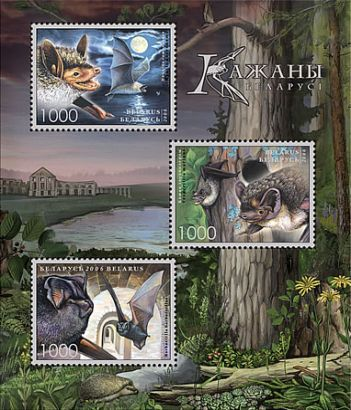